# Splatoon 2
Splatoon 2 ist ein Third-Person-Shooter und der Nachfolger von Splatoon. Das Spiel wurde von Nintendo EPD entwickelt und von Nintendo am 21. Juli 2017 für die Nintendo Switch veröffentlicht. Besonderheiten an Splatoon sind, dass Tinte anstatt klassischer Munition verschossen wird, und man sich in einen Tintenfisch verwandeln kann, was einem ermöglicht, in der eigenen Tinte zu schwimmen.
Im Rahmen der Nintendo Direct vom 17. Februar 2021 wurde der Nachfolger Splatoon 3 für 2022 angekündigt, der am 9. September 2022 auch rauskam.

## Handlung

### Hintergrund
Die Splatoon-Reihe spielt in einer postapokalyptischen Welt, in der die Menschheit nach einer Flutkatastrophe ausgestorben ist. Seitdem bewohnen Seekreaturen die Landoberfläche. Die spielbaren Figuren in Splatoon 2 sind die Inklinge, tintenfischähnliche Kreaturen. 100 Jahre vor der Handlung des Vorgängers Splatoon standen die Inklinge im Krieg mit den Oktolingen und Oktarianern, oktopusähnliche Kreaturen. Die Inklinge besiegten die Oktarianer, sodass die Oktarianer in den Untergrund fliehen mussten und die Inklinge die Stadt Inkopolis besiedelten. In der Handlung von Splatoon stahlen die Oktarianer den Riesen-Elektrowels, die Energiequelle Inkopolis’. Der Protagonist Nr. 3 besiegte den Kommandanten DJ Oktario der Oktarianer und rettete den Riesen-Elektrowels. Unterstützt wurde er durch Nr. 1 und Nr. 2, besser bekannt als die Cousinen Aioli und Limone des Pop-Duos Sea Sirens. Nachdem Limone in Splatoon das letzte Splatfest, eine Art Beliebtheitswettbewerb, gewonnen hatte, haben die Sea Sirens sich nach Ende von Splatoon auseinandergelebt. Limone sorgt sich um ihre Cousine und bemerkt nach Rückkehr aus einer Reise, dass sowohl Aioli als auch der Riesen-Elektrowels verschwunden sind.

### Okto-Canyon
Der Protagonist der Einzelspieler-Kampagne „Okto-Canyon“ ist der Inkling Nr. 4. Nachdem er in einer Sondersendung von dem Auseinanderbrechen der Sea Sirens und dem Verschwinden des Riesen-Elektrowelses erfährt, rekrutiert Limone ihn und führt ihn zum Okto-Canyon, der Basis der Oktarianer. Weil DJ Oktario aus seinem Gefängnis ausgebrochen ist, vermutet sie ihn hinter den Entführungen. Gemeinsam mit Limone und Arty, einem Waffenexperten, durchsucht Nr. 4 den Okto-Canyon. Er besiegt die Bosse der Oktarianer und rettet mehrere kleine Elektrowelse, welche die Waffen der Oktarianer antreiben. Sie finden heraus, dass DJ Oktario Aioli entführt hat und sie mit einer Hypnobrille gehirngewaschen hat, sodass diese Musik für die Oktarianer komponiert. In einem letzten Kampf gegen DJ Oktario kann Limone mit einem Scharfschützengewehr die Hypnobrille abschießen. Aioli und Limone singen daraufhin ihren Song Calamari Inkantation und schwächen so DJ Oktario. Nr. 4 erhält von Arty eine besondere Waffe, besiegt mit dieser DJ Oktario und rettet den Riesen-Elektrowels. Die Sea Sirens führen ihre Musikkarriere fort und veröffentlichen eine weitere Single.

### Octo Expansion
Der DLC Splatoon 2: Octo Expansion spielt in der Tiefsee-Bahn, einem U-Bahn-Netz tief unter Inkopolis. Während den Geschehnissen im Okto-Canyon haben sich Käpt’n Kuttelfisch und Nr. 3 auf eine Reise begeben, bei der sie die Tiefsee-Bahn erreichten und sich dort verirrten und aus den Augen verloren. Käpt’n Kuttelfisch entdeckt in der Tiefsee-Bahn den Protagonisten Nr. 8, einen Oktoling. In einer U-Bahn-Station finden die beiden ein Telefon, das ihnen erzählt, dass sie mit vier „Dingsbumsen“ das „Land der Verheißung“ erreichen können.
Nr. 8 sammelt an verschiedenen Stationen der Tiefsee-Bahn die Dingsbumse und wird dabei von Perla und Marina des Pop-Duos TentaCool über ein Walkie-Talkie unterstützt. Nachdem er die Dingsbumse zum Telefon bringt, baut es aus diesen einen Mixer und will Käpt’n Kuttelfisch und Nr. 8 zu Schleim vermischen. Nr. 3 rettet die beiden und Nr. 8 verlässt über ein Loch die Tiefsee-Bahn. An der Oberfläche angekommen, wird er von einem vom Telefon gehirngewaschenen Nr. 3 angegriffen. Nr. 8 besiegt ihn und befreit ihn von seiner Gehirnwäsche. Als Perla und Marina in einem Hubschrauber erscheinen, um alle zu retten, erhebt sich die Tiefsee-Bahn in Form einer riesigen Menschen-Statuen aus dem Ozean. Das Telefon gibt sich als eine künstliche Intelligenz namens Tartar zu erkennen und will mit einem Laser aus der Statue Inkopolis zerstören. Gemeinsam mit Perla und Marina stoppt Nr. 8 Tartar und zerstört die Statue. Alle fliegen mit dem Hubschrauber nach Inkopolis.

## Spielprinzip
Splatoon 2 ist ein Third-Person-Shooter. Wie im Vorgänger Splatoon steuert der Spieler einen Inkling, einen anthropomorphen Tintenfisch. Im Vergleich zu anderen Shootern wird statt mit Munition mit farbiger Tinte geschossen.

### Einzelspielermodus
Die Einzelspielerkampagne „Okto-Canyon“ spielt im gleichnamigen, von Gegnern besetzten Gebiet. Der Okto-Canyon besteht aus mehreren Bereichen, die durch Sprungfelder miteinander verbunden sind. Da die Sprungfelder zu Beginn abgeriegelt sind, muss der Spieler zuerst Level im selben Bereich finden und abschließen. Diese befinden sich in unsichtbaren Kesseln, die der Spieler durch Beschießen mit Tinte sichtbar machen kann. Nachdem der Spieler genug Level abgeschlossen hat, schaltet er den Boss-Kessel frei. Besiegt er den sich dort befindenden Bossgegner, entriegelt der Spieler das Sprungfeld und er kann zum nächsten Gebiet gehen.
Beim erstmaligen Betreten eines Levels erhält der Spieler eine bestimmte Waffe, mit der er das Level abschließen muss. Nach erfolgreichen Abschließen kann er auch mit anderen Waffen das Level betreten. In den Levels kann der Spieler mit Fischeiern eine Art Währung einsammeln und Sammelgegenstände wie Anchovium und Schriftrollen finden. In den Schriftrollen wird die Spielwelt und das Leben bestimmter Charaktere näher erläutert. Mit Anchovium und Fischeiern kann der Spieler seine Waffen und Ausrüstung verstärken.

### Mehrspielermodus
Außer dem lokalen Mehrspielermodus wurden alle in Splatoon vorkommenden Modi übernommen. Neu sind die Modi Ligakampf, Muschelchaos und Salmon Run.

#### Standardkampf
In einem Standardkampf (auch Revierkampf genannt) spielen zwei Teams, bestehend aus jeweils vier Spielern, gegeneinander. Ziel ist es, nach Ablauf von drei Minuten den größten Anteil der Spielfläche mit der eigenen Tinte eingefärbt zu haben. Wird man erledigt, erscheint man nach ein paar Sekunden wieder beim Rücksetzpunkt der jeweiligen Arena.

#### Rangkampf
Im Rangkampf geht es darum, in einem System aus Rängen aufzusteigen, wobei bei einem Sieg der Rang steigt und bei einer Niederlage der Rang wieder sinkt. Bei einem Sieg wird die eigene Rangleiste, je nachdem wie stark das Gegnerteam in einem Kampf ist, mit Flüssigkeit befüllt. Ist die Rangleiste komplett gefüllt wird der Rang um eine Stufe erhöht. Bei Niederlagen entstehen Risse in der Rangleiste die bei zu vielen Niederlagen zerbricht. Überstreitet man vor dem zerbrechen der Leiste eine mit einer gelb markierten Füllmenge bleibt man weiterhin auf dem jeweiligen Rang. Erreicht man aber nicht die markierte Füllmenge wird der Rang um eine Stufe gesenkt. Die Ränge reichen dabei von C- (dem niedrigsten Rang) bis zu X (dem höchsten Rang, vor einem Update bis zu S+). Für jede Kampfart im Rangkampf hat der Spieler einen einzelnen Rang. Es ist immer nur eine Kampfart im Rangkampf spielbar, welche alle zwei Stunden geändert wird. Es spielen immer 4 gegen 4 Inklinge/Oktolinge. Kommt es in der ersten Hälfte (von 5:00 bis 2:30) eines Kampfes zu Verbindungsabbrüchen (eng. disconnect) wird bei Schluss des Kampfes die Ranganzeige des betroffenen Teams nicht geändert. Sonst wird der aktuelle Kampf auch bei Unterzahl gewertet. Die Spieler wo während des Kampfes Verbindungsabbrüche verursachen bekommen zusätzlich negativen Einfluss auf die Ranganzeige.
Im Modus Turm-Kommando geht es darum, einen in der Mitte stehenden Turm einzunehmen. Besetzt man den Turm, bewegt er sich in Richtung gegnerischer Basis. Der Turm gilt nur als besetzt, wenn sich der Spieler auf diesem befindet. Für jeden zurückgelegten Meter ab dem letzten Distanzrekord wird der Zähler des jeweiligen Teams um einen Punkt gesenkt. Besetzten beide Teams gleichzeitig den Turm bleibt dieser stehen solange nur noch Spieler eines Teams auf dem Turm verbleiben. Außerdem gibt es mehrere Checkpoints, an denen der Turm für einige Sekunden anhält. Je mehr Spieler den Turm besetzen, desto schneller passiert der Turm einen Checkpoint. Erreicht man die gegnerische Basis, hat man sofort gewonnen. Hat man jedoch nach Ablauf der Zeit die gegnerische Basis nicht erreicht gewinnt das Team mit dem niedrigeren Zählerstand. Das Spiel wird gegebenenfalls verlängert, falls das verlierende Team nach Ablauf der regulären Zeit den Turm besitzt.
Im Modus Operation Goldfisch ist es das Ziel, eine in der Mitte von der Arena platzierte Goldfischkanone einzunehmen und auf ein in der gegnerischen Basis platziertes Podest zu bringen. Diese ist von einer Barriere umgeben die durch Schüsse zerstört werden muss. Dabei kann gegebenenfalls auch ein „Tauziehen“ stattfinden wenn beide Teams gleichzeitig auf diese schießen. Da sich eine gegnerisch eingefärbte Barriere wieder zurückfärben lässt geht dies solange, bis sie schlussendlich von einem Team zerstört wurde. Wurde sie von einem Spieler eingesammelt, erhält er die Goldfischkanone. Solange derjenige im Besitz der Goldfischkanone ist, kann dieser nicht die normale Waffe oder Supersprünge verwenden und wird zudem verlangsamt. Die Goldfischkanone muss pro Schuss aufgeladen werden was eine niedrige Schussrate bedeutet, verursacht aber dafür einen größeren Schaden und verbraucht keine eigene Tinte. Dabei zählt für jeden Meter zurückgelegten Weg ab dem letzten Distanzrekord ein Zähler ab 100 Punkte jeweils einen Punkt herunter. Wird der Spieler mit der Goldfischkanone erledigt, wird sie fallen gelassen und kann erneut aufgesammelt werden. Außerdem darf die Goldfischkanone nicht zu lange getragen werden, da sie nach jeweils 60 Sekunden explodiert und damit den Träger und nahestehende Spieler erledigt. Gewonnen hat das Team, welches die Goldfischkanone auf das Podest der gegnerischen Seite befördert oder nach Ablauf der regulären Zeit den größten Distanzrekord erreicht hat. Es gibt Verlängerung der Zeit, falls das verlierende Team nach Ablauf der regulären Zeit die Goldfischkanone besitzt.
Im Modus Herrschaft ist es das Ziel über bestimmte Bereiche der Arena zu herrschen. Erobert man alle markierten Bereiche, erhält man, pro Sekunde einen Punkt die von 100 runtergezählt werden. Bereiche kann man übernehmen, indem man sie mit den eigenen Waffen einfärbt. Ein eroberter Bereich wird dementsprechend komplett mit der meist bespritzen Farbe ausgefüllt. Verliert ein Team die Herrschaft über dessen eroberten Bereich(e) gibt es für das betroffene Team Strafpunkte. Wird ein Bereich zur Hälfte mit der gegnerischen Farbe eingefärbt oder bei zwei Bereichen jeweils eine vom Gegner-Team übernommen, wird der Zähler angehalten und es beginnt ein art „Tauziehen“ zwischen den Teams bis eines wieder mehr des Bereiches eingefärbt hat bzw. über alle Bereiche herrscht und somit die volle Herrschaft erlangt. Erreicht ein Team 0 Punkte, hat dieses sofort gewonnen. Andernfalls wird nach Ablauf der regulären Zeit (und eventueller Verlängerung) das Team zum Sieger erklärt, welches weniger Punkte im Zähler hat. Es gibt Verlängerung, falls das verlierende Team nach Ablauf der regulären Zeit die Herrschaft hat.
Im Modus Muschelchaos werden in der Arena zufallsbasiert Muscheln verteilt. Jedes Team besitzt einen Korb, in den die Muscheln hineingeworfen werden müssen. Es geht darum, nach Ablauf der Zeit den gegnerischen Korb mit mehr Muscheln zu befüllen. Erledigt man einen Gegner, lässt er max. 4 Muscheln fallen. Die Körbe haben zu Beginn eine Barriere, die durch eine Powermuschel (in Form eines American Footballs) durchbrochen werden muss. Eine Powermuschel erhält man, nachdem man zehn normale Muscheln gesammelt hat. Ist die Barriere einmal durchbrochen, können vom jeweiligen Team, Muscheln in den Korb geworfen werden. Eine normale Muschel gibt dabei 3 Punkte, eine Powermuschel 20 Punkte. Ist die eigene Barriere durchbrochen können keine Muscheln in den gegnerischen Korb geworfen werden. Nach einer gewissen Zeit wird die Barriere wiederhergestellt und das dazugehörige Team erhält eine Powermuschel. Das Team, das die Barriere zerbrochen hat, bekommt Strafpunkte. Gewonnen hat das Team, welches den Zähler zuerst auf 0 setzt oder nach der regulären Zeit weniger Punkte auf dem Zähler hat als das Gegnerteam. Gegebenenfalls gibt es eine Verlängerung, wenn das verlierende Team eine Powermuschel besitzt oder die Barriere des führenden Teams geöffnet wurde.

#### Ligakampf
Der Ligakampf beinhaltet alle Kampfarten im Rangkampf, dient aber hauptsächlich dazu, diese mit Freunden zu spielen. Es gibt zudem kein extra Rang-System bei diesem Modus. Dieser wird ab dem erreichen von Rang B- in einer der 4 Kampfarten beim Rangkampf freigeschaltet. Im Ligakampf wird mit Freunden zu zweit oder zu viert im 2 vs. 2 bzw. 4 vs. 4-Kämpfe gespielt. Es gibt auch hier jeweils nur 2 spielbare Arenen sowie eine Kampfart die alle 2 Stunden rotiert. In beiden Modus (Rangkampf & Ligakampf) kann jeweils nur eine zum anderen unterschiedliche Kampfart gespielt werden. Bis zum nächsten Wechsel der jeweiligen Kampfart kann die Gruppe einen Punkte-Rekord aufstellen und je nach erreichter Punktzahl eine Medaille verdienen.

#### Privater Kampf
Im Modus Privater Kampf kann ein Raum, in dem man zusammen mit Freunden ohne Bepunktung spielen kann, erstellt werden. Dabei können die Regeln, die Arena und der Modus (sowohl Revierkampf als auch die Rangkampfmodi) selbst gewählt werden. In diesem können auch bisherige Splatfest-Arenen und Wandelzonen sowie verschiedene Themen ausgewählt und somit Splatfest-Kämpfe spielen. Mit der Nintendo Switch Online-App ist Voicechat innerhalb dieser Gruppe möglich.

#### Salmon Run
Bei Salmon Run muss man bei der Bär GmbH mit anderen Spielern sogenannte Salmoniden und Boss-Salmoniden bekämpfen, um Fischeier und Gold-Fischeier zu sammeln. Dabei muss man innerhalb von drei Wellen überleben und die Gold-Fischeier in einen von der Bär GmbH bereitgestellten Korb bringen. Es gibt eine bestimmte Anzahl an Gold-Fischeiern, die pro Welle in den Korb geworfen werden müssen. Jeder Spieler erhält zu Beginn des Spiels eine von vier vorgegebenen Waffen und hat auch eine Spezialwaffe, die er pro Spiel bis zu zwei Mal benutzen kann. Am Ende jedes Spiels wird die Leistung bepunktet. Für eine entsprechende Punktzahl bekommt man Belohnungen, unter anderem auch exklusive Kleidung.

#### Splatfest
Ein Splatfest ist ein Event, welches einmal im Monat für ein bis zwei Tage am Wochenende abgehalten wird. Eine Woche zuvor geben die Kommentatoren Perla und Marina die zwei Themen des Splatfests bekannt, von welchen sich die Spieler einem anschließen können. Während des Splatfests kann nur der Standardkampf gespielt werden; andere Modi – bis auf Salmon Run und der Private Kampf – sind gesperrt. Die Spieler treten für ihr gewähltes Team in Revierkämpfen gegeneinander an. Es gibt zwei Stufen beim Splatfest die gespielt werden können. Einen Standard- sowie einen Profi-Modus. Es erscheinen auch in verschiedenen Abständen Multiplikatorkämpfe (x10- sowie x100-Kämpfe), wo der Beitrag des jeweiligen Gewinner-Teams dementsprechend multipliziert werden. 2019 wurde das sogenannte final Fest veranstaltet, weil kurz davor die World Championship geendet hatte.
Nach Ende des Splatfests wird der Sieger basierend auf Beliebtheit des Themas und Anzahl des Gesamtbeitrag  ermittelt. Alle Teilnehmer erhalten am Ende eine Belohnung.
Competitive Scene
Ebenfalls bietet Splatoon 2 eine Competitive-Scene an. Sie besteht aus vielen Teams, die gegeneinander in sogenannten Scrims (praktisch ein Trainingsspiel) spielen oder an Turnieren teilnehmen und sich den Weg nach oben erkämpfen. Der Höhepunkt sind die alljährlichen LAN-Turniere und von Nintendo organisierten Championships.
Der momentane World Champion von 2018 und 2019 ist das Japanische Team GG BOYZ.

### Waffen
Die Waffenkategorien von Splatoon wurden beibehalten und ergänzt. Um eine Waffe auszurüsten, muss man ein vorgefertigtes Waffenset wählen, das aus einer Hauptwaffe, einer Sekundärwaffe und einer Spezialwaffe besteht. Beispiele für Waffen sind Konzentratoren, die eine klassische Sniper repräsentieren, Schwapper, die Eimer ähneln und mit Tinte auf Gegner geschüttet werden kann, Klecksroller mit denen Gegner überrollt werden können, Pluviatoren die Regenschirme ähneln, Pinsel und normale Schusswaffen. Die Klecksroller und Pinsel sind den bekannten Geräten zum Wändestreichen aus der realen Welt angebunden. Sekundärwaffen sind meist verschiedene Granaten, wie zum Beispiel Haftbomben, die an Wänden und Decken kleben, Sepitox-Bomben, die Gegner verlangsamen oder Robo-Bomben, die Gegner automatisch verfolgen. Es gibt jedoch noch viele mehr. Ein Beispiel für eine Spezialwaffe ist der Tintenschock, der beim Auslösen in seinem gesamten Umfeld Tinte verteilt und Spieler erledigt. Jede Waffe benötigt Tinte, die aufgeladen wird, wenn man auf Boden schwimmt, der durch die eigene Tinte eingefärbt ist. Dies gilt nicht für Spezialwaffen, welche zwar keine Tinte verbrauchen, aber durch das Einfärben einer bestimmten, von der Waffe abhängigen Fläche aufgeladen werden müssen.

### Amiibo-Unterstützung
Splatoon 2 unterstützt Splatoon-Amiibo. Jede Amiibo schaltet jeweils ein komplettes Outfit aus drei Kleidungsstücken frei. Jede Amiibo erweitert das Minispiel Squid Beatz 2 um ein weiteres Musikstück oder um weitere Optionen.

## Entwicklung
Splatoon 2 wurde entwickelt von Nintendo Entertainment Planning & Development, kurz EPD, einem internen Videospielstudio von Nintendo.
Das Spiel wurde das erste Mal im Ankündigungstrailer der Nintendo Switch gezeigt. Es wurde jedoch erst auf der Nintendo-Switch-Präsentation am 13. Januar 2017 offiziell angekündigt und betitelt.
Als Erscheinungstermin wurde Sommer 2017 genannt.
Am 12. Februar 2017 kündigte Nintendo in einem Trailer an, dass eine Vorschau des Spiels unter dem Namen „Global Testfire“ stattfinden soll. Diese Demo war vom 24. bis zum 26. März 2017 zu bestimmten Uhrzeiten spielbar.
In einer Nintendo Direct am 12. April 2017 gab Nintendo bekannt, dass der Erscheinungstermin von Splatoon 2 der 21. Juli 2017 sei. Ebenfalls wurde ein neuer Spielmodus, der Salmon Run vorgestellt.
Während der Nintendo Direct vom 8. März 2018 gab Nintendo bekannt, dass Splatoon 2 einen „Octo Expansion“ genannten DLC bekommt. Während der E3 2018 wurden weitere Details bekannt gegeben.
Die Octo Expansion erschien am 14. Juni 2018.

## Soundtrack
Zu Splatoon 2 wurden mehrere Soundtrack-Alben veröffentlicht. Am 29. November 2017 erschien mit Splatune 2 das erste Soundtrack-Album zum Spiel. Nach der Veröffentlichung des DLCs Splatoon 2: Octo Expansion erschien am 18. Juli 2018 das Soundtrack-Album zum DLC Octotune. In Splatoon 2 wurde das fiktive Pop-Duo TentaCool, bestehend aus Perla und Marina, eingeführt. TentaCool hielt mehrere Konzerte in der realen Welt, unter anderem im Januar 2019 auf der Tokaigi in der Makuhari Messe in Chiba. Zu diesem Konzert wurde am 24. Juli 2019 das Live-Album Splatoon 2: Live in Makuhari -Tentalive- veröffentlicht. Alle diese Alben sind nur in Japan erschienen.
| Jahr | Titel                                                             | Höchstplatzierung, Gesamtwochen, AuszeichnungChartsChartplatzierungen (Jahr, Titel, , Platzierungen, Wochen, Auszeichnungen, Anmerkungen) | Anmerkungen                             |
| Jahr | Titel                                                             | JP | Anmerkungen                             |
| ---- | ----------------------------------------------------------------- | --- | --------------------------------------- |
| 2017 | Splatune 2 Soundtrack-Album zu Splatoon 2                         | JP4 (44 Wo.)JP | Erstveröffentlichung: 29. November 2017 |
| 2018 | Octotune Soundtrack-Album zu Splatoon 2: Octo Expansion           | JP7 (23 Wo.)JP | Erstveröffentlichung: 18. Juli 2018     |
| 2019 | Splatoon 2: Live in Makuhari -Tentalive- Live-Album von TentaCool | JP10 (6 Wo.)JP | Erstveröffentlichung: 24. Juli 2019     |

## Rezeption
Splatoon 2 erhielt hauptsächlich positive Wertungen. Der Review-Aggregator Metacritic ermittelte – basierend auf 100 Rezensionen – einen Metascore von 83 aus 100 möglichen Punkten.

### Auszeichnungen
Splatoon 2 wurde für mehrere Auszeichnungen nominiert.
| Preisverleihung                         | Kategorie                 | Resultat  | Datum             |
| --------------------------------------- | ------------------------- | --------- | ----------------- |
| Golden Joystick Awards 2017             | Best Multiplayer Game     | Nominiert | 17. November 2017 |
| Golden Joystick Awards 2017             | Nintendo Game of the Year | Nominiert | 17. November 2017 |
| The Game Awards 2017                    | Best Family Game          | Nominiert | 7. Dezember 2017  |
| The Game Awards 2017                    | Best Multiplayer          | Nominiert | 7. Dezember 2017  |
| British Academy Video Games Awards 2018 | Multiplayer               | Nominiert | 12. April 2018    |
| CEDEC Awards 2018                       | Game Design               | Gewonnen  | 24. August 2018   |

### Verkaufszahlen
Die folgende Tabelle gibt die globalen Verkaufszahlen an. Die Daten stammen aus Nintendos vierteljährlichen Finanzberichten.
| Datum              | Global    | Japan     | Übersee   |
| ------------------ | --------- | --------- | --------- |
| 30. September 2017 | 3,61 Mio. | 1,56 Mio. | 2,05 Mio. |
| 31. Dezember 2017  | 4,91 Mio. | 2,21 Mio. | 2,70 Mio. |
| 30. März 2018      | 6,02 Mio. | 2,61 Mio. | 3,41 Mio. |

Aktuellere Verkaufszahlen wurden von der Computer Entertainment Supplier’s Association (CESA) bekanntgegeben. Laut den CESA White Books 2022 und 2023 konnte sich Splatoon 2 bis zum 31. Dezember 2021 über 13,13 Millionen Mal und bis zum 31. Dezember 2022 über 13,60 Millionen Mal verkaufen.